# Liberia (Costa Rica)
Pour les articles homonymes, voir Libéria (homonymie).
Liberia est une ville du Costa Rica et le chef-lieu de la province de Guanacaste. Elle est située à 215 km au nord-ouest de San José. Sa population s'élevait à 34 469 habitants en 2000.

## Population
La population de Liberia connaît une croissance très rapide, passant de 12 335 habitants au recensement de 1984 à 34 469 à celui de 2000.

## Transports
- L'aéroport international Daniel-Oduber-Quirós est situé à une dizaine de kilomètres au sud-ouest du centre de la ville de Liberia. Il est relié à celle-ci par la route 21.